# 八木城 (丹波国)
八木城（やぎじょう）は、京都府南丹市八木町八木および亀岡市宮前町神前周辺にあった日本の城。丹波国三大城郭のひとつで、黒井城、八上城とともに数えられている。キリシタン武将・内藤如安ゆかりの城としても知られる。

## 概要

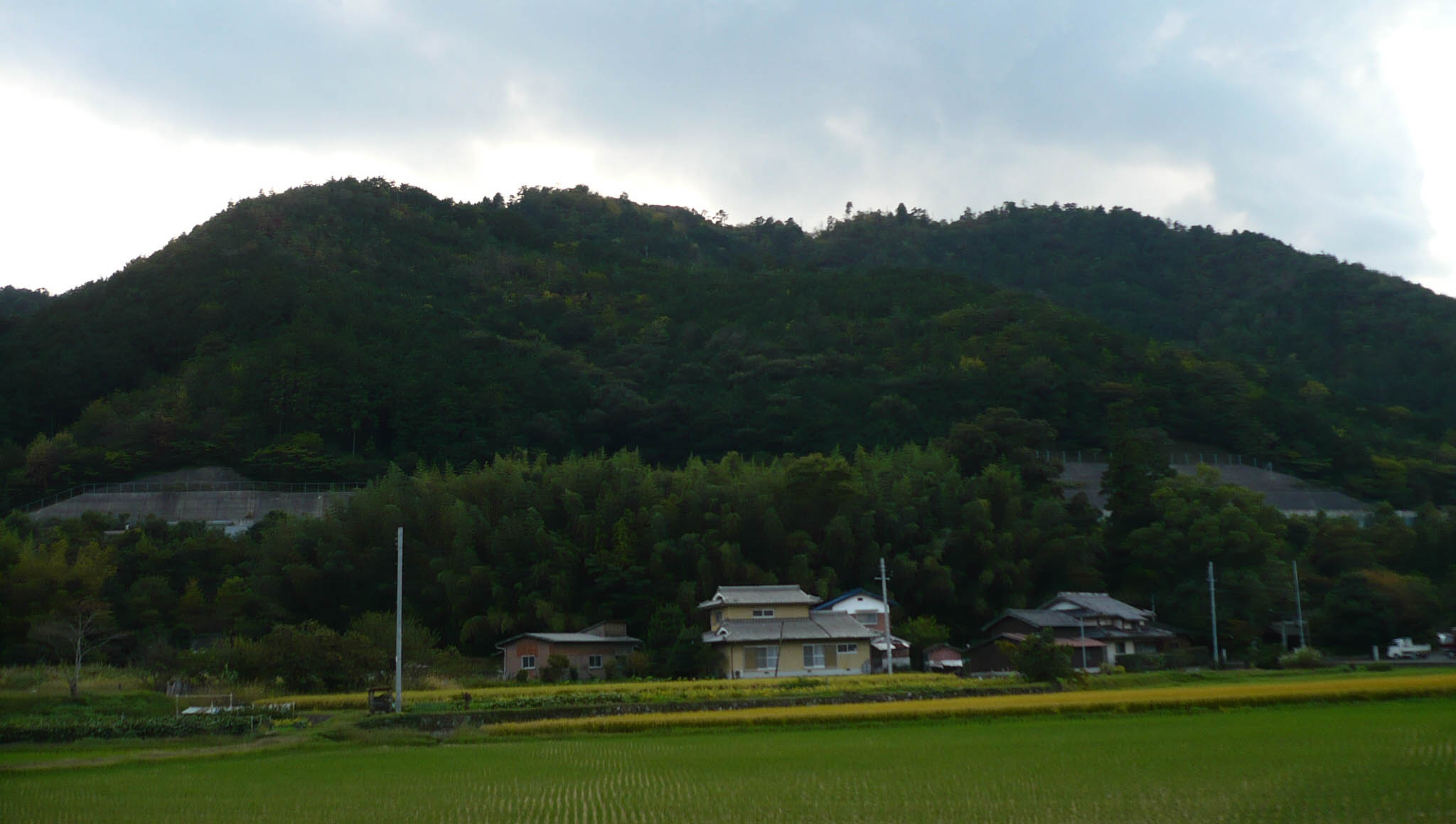
八木城の城郭がある城山

JR西日本八木駅の南西にある、城山（標高344m）にある複合梯格式の山城である。城郭施設の広さは広大で、山頂部に本丸、支尾根筋にも多数の曲輪などの防御施設が築かれている。現在でも、本丸、天守台、石垣といった遺構が地表面から確認できる。ただ、沿革についてはよく解っていない点が多い。八木城の記載されている史料は多く、『太閤記』『明智軍記』『丹波風土記』『丹波興廃記』『籾井家日記』『内藤盛衰記』『八木町誌』等があるが、これらの史料は原史料の十分な考察がされないまま引用され、それらが更に孫引用され誤りが多いのではないかとされている。また、丹波守護細川氏の守護代をつとめた内藤氏の居城であった他は、その存続期間や城主の系譜については明確でない点が多く、八木城は有名な山城ではあるが、不明な点も多い。

## 沿革
元弘3年(1333年)足利尊氏が丹波篠村八幡宮での挙兵に応じた内藤顕勝（定房とも）が戦功により船井郡を与えられ建武2年（1335年）に八木に入ったのが築城の始まりとされる。
明徳3年（1392年）、細川頼元が丹波守護に任命されると、管領として在京を常とする細川氏に代わり内藤氏がこの城を守護所として機能させていた｡

永享3年（1431年）7月24日に､｢持之将軍義教ノ命ニヨリ守護代ヲ香西ヨリ内藤備前入道ニ替エル｣(『満済准后日記』)と記され、細川氏の被官となっていた内藤備前入道こと内藤信承が丹波国の守護代となったことにより、八木城は守護である細川氏・守護代である内藤氏の威勢を示すものとして本格的に拡張されはじめたものと推定されている。
信承は嘉吉2年（1442年）もしくは嘉吉3年（1443年）に死去あるいは更迭されたようで、嘉吉3年（1443年）6月には次の丹波国の守護代として内藤之貞が任じた。また1449年（宝徳元年）-1452年（享徳元年）には内藤元貞と交替していたようである。
宝徳3年（1451年）細川勝元が八木城山麓に龍興寺を建立した。八木村という地名に因み、号を米山とする。
その後上原元秀が文明14年（1482年）12月に丹波国守護代になったようだが、明応2年（1493年）10月に長塩弥六との刃傷沙汰があって、同年11月に死亡したようである。明応4年（1495年）8月24日に、｢細川自丹波国上洛、守護代事内藤二返給了｣(『大乗院寺社雑事記』)とあるので、上原元秀の父の上原賢家の没落後は内藤元貞が再び守護代に戻ったものと思われている。その後1505年（永正2年）-1521年（大永元年）までは内藤貞正が守護代となり、続いて内藤国貞が守護代となったようである。
しかし細川氏綱、三好長慶に味方して以降、八木城は幾度か戦場となったが、天文22年（1553年）9月に落城し内藤国貞も討ち死にした(『細川両家記』)。その後松永久秀の弟松永長頼が八木城を奪還した。松永長頼は三好氏軍の中で十河一存と並び早くから軍功をあげ、三好長慶の信頼が厚かった人物であったと思われている。「丹波が13年間に亙って三好氏の版図であったのは、専ら彼（松永長頼）の軍略によるところが多い」とされる。その戦の天才も『多聞院日記』によると永禄8年（1565年）8月、赤井直正の反撃にあって討ち死にしたようである。

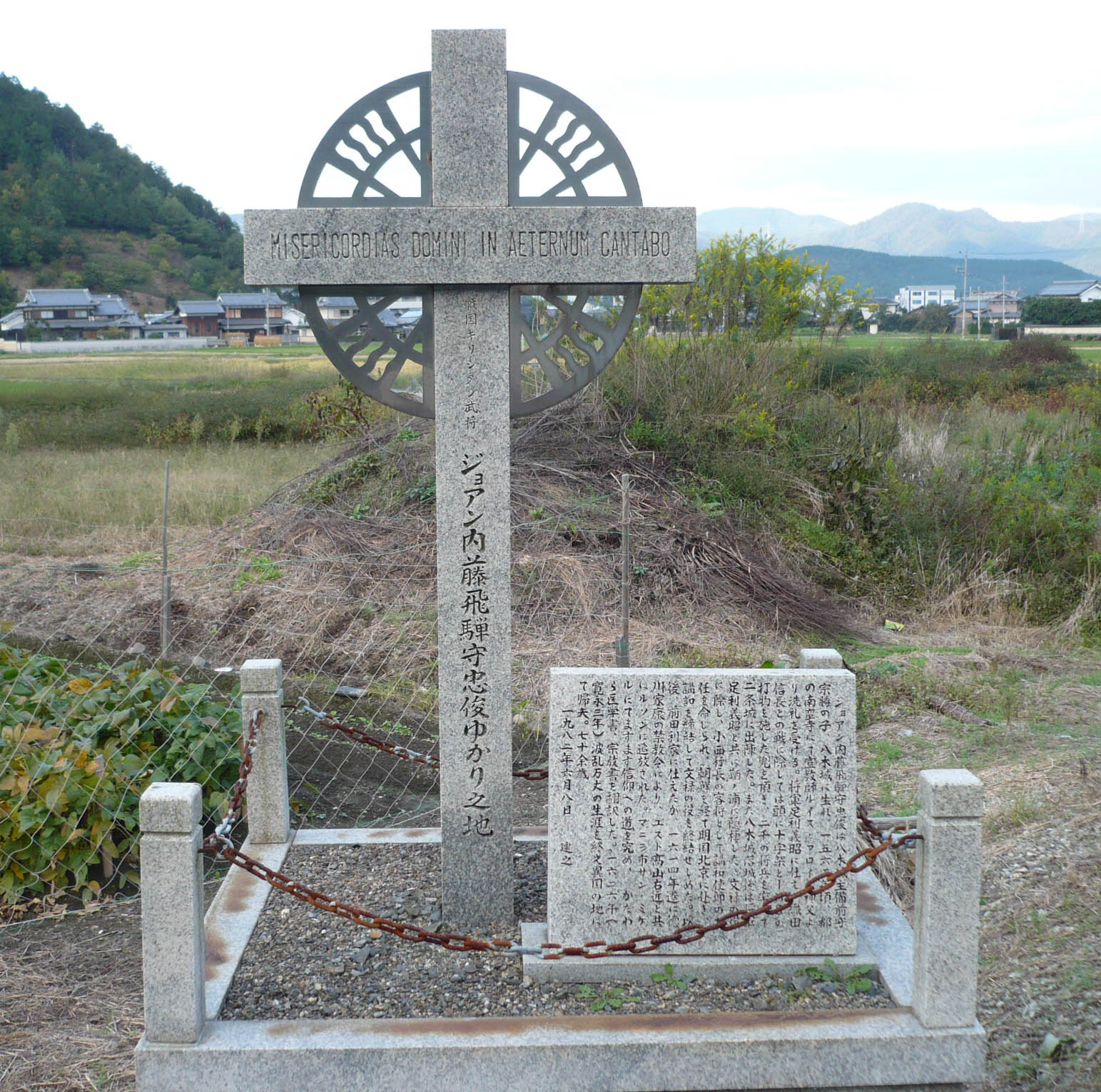
ジョアン内藤ゆかり之地の石標/八木城登山口周辺

### 内藤ジョアン時代
八木城は、内藤ジョアン（内藤如安）の居城として禁教令（キリスト弾圧）を受け、後難を避けるため史料の多くが故意に書き換えられたり、記録が抹殺されてしまったようで、その真偽を鮮明にすることが非常に困難となってしまっている。これが有名な城であるが「幻の八木城」と呼ばれる云われで、現在も歴史研究家の調査が継続されている｡
内藤ジョアンの母は、内藤定房（八木玄夫『丹波八木城と内藤如安』では、定房は内藤国貞の誤記ではないかとしている）の娘でまず近江国の浅井氏に嫁ぎ一子をもうけたが、夫が病死し子を連れて八木城に戻ってきた。その子の名は八木玄蕃といい、内藤ジョアンの義兄となり後に家老職を務めた。その後内藤ジョアンの母は細川氏と再婚したが、またしても夫と死別し八木城に戻ってきた。そのような中、内藤ジョアンの母は松永長頼と三度目になる再婚をし、二子をもうけた。五郎丸後の内藤ジョアンと、妹の内藤ジュリアであった。また､内藤ジョアンは松永長頼の「実子又は養嗣子と推定されている」と養嗣子の可能性も示唆されている。
1553年（天文22年）頃から八上城の城主であった波多野元清の勢力が拡大していき、丹波国を侵し始めた。当時の八木城の城主であった内藤国貞は本梅郷の戦いで討死し、八木城で立て篭もっていた内藤定房も討ち取り、波多野元清軍を前に落城してしまった。この時、内藤国貞の実子千勝丸は、湯浅宗貞が助け園部城でかくまった。八木城が落城した事に対して怒った松永長頼は、出陣先から引き返し、八木城の奪還に成功したようである。この時の様子が、｢松永ハ内藤備前守ガ聟ナレバ、城中モ一入タノモシク思ヒケル、落武者カク計リケル事武功第一ナリト沙汰シケル｣(『足利季世記』)と記載されている。その時の恩賞として将軍から内藤の姓を許され、内藤宗勝と改名したようである。

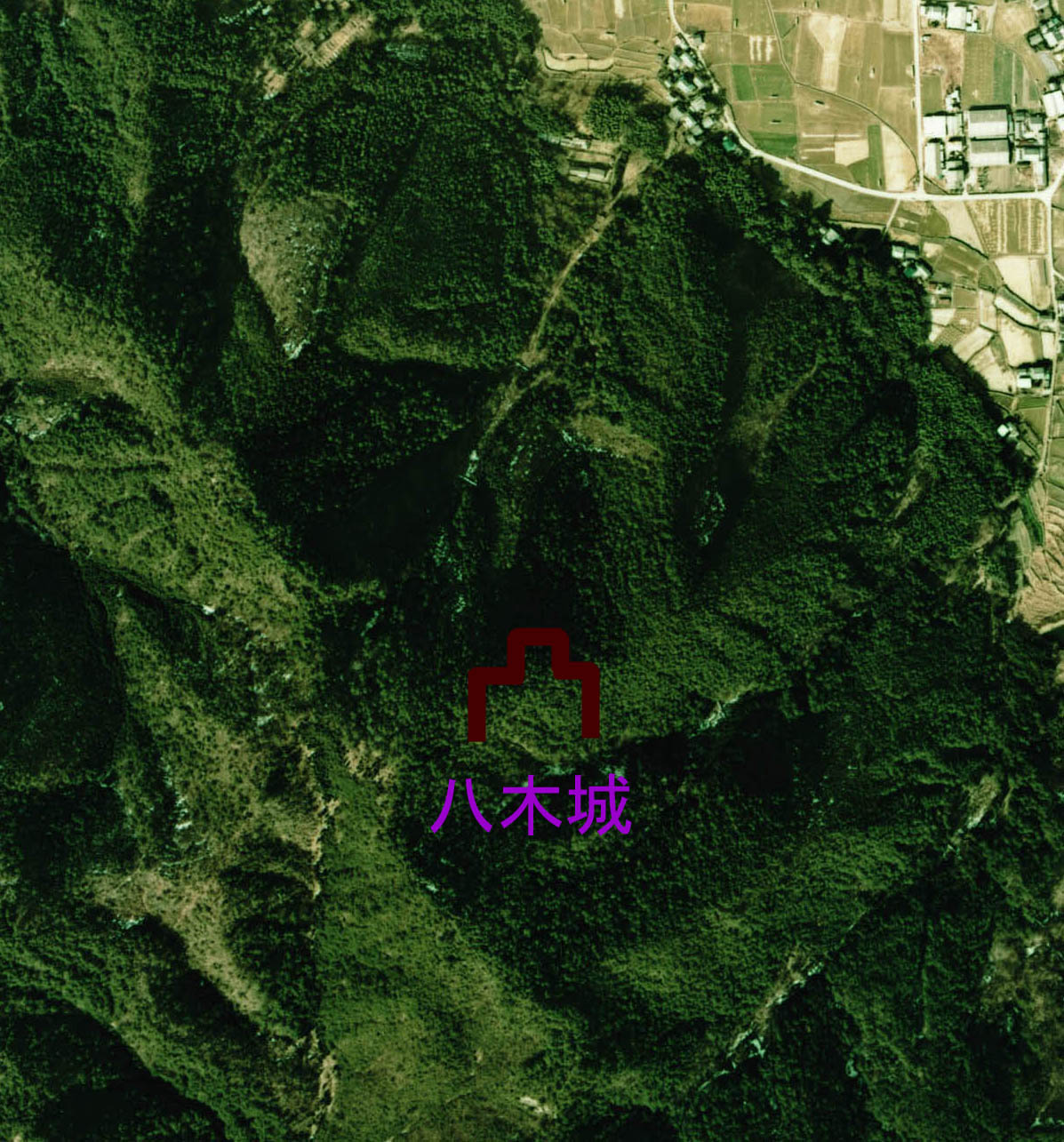
八木城と周辺地域の空中写真/昭和49年度のカラー空中写真

一方内藤ジョアンは、山口方面よりお家騒動で八木城を頼って逃げて来た女性がおり、名をカタリナといい、洗礼名しか判っていないとされている。また、山口で起きた「お家騒動」とは1551年（天文20年）の陶隆房の反乱（大寧寺の変）ではないかとの推察がある。そのカタリナは、五郎丸と妹ジュリアをわが子のように育て、五郎丸とジュリアもカタリナの影響からキリシタンの道に入っていった。そして永禄8年（1565年）5月に、京の南蛮寺でルイス・フロイスより洗礼を受け、ジョアンという洗礼名を授かったのではないかと思われている。
そのような中、黒井城の城主「丹波の赤鬼」と恐れられた赤井直正と、八上城の城主は波多野秀治に代わり、丹波国を収めようと争乱を始めたので、同年8月松永長頼は700兵余りを引き連れ出軍した。氷上郡迄進んだところ、日暮れとなり豪雨となったので近くの寺に宿陣した。しかし、この寺の僧が赤井直正に密告し、夜中不意の夜襲をかけられてしまった。松永長頼も700兵を指揮し奮闘したが及ばす、ほぼ全員が玉砕したようである。内藤ジョアンが洗礼を受けてから3か月後に父を亡くしたことになる。
父を亡くした内藤ジョアンは、八木城の城主に収まったようで、八木城を中心として布教活動を行っていた。そんな中、現在記録が明確になっているだけで三度日本人修道士ロレンソ了斎を招いたようである。ロレンソ了斎とはルイス・フロイスの弟子で、九州から京都にかけて獲得した信者は6千人にものぼったと言われている。八木城には1572年（元亀3年）-1573年（天正元年）にかけて2回訪問した。この1573年（天正元年）の初旬、2回目の訪問の様子をガスパル・ヴィレラは書簡で｢パードレ・オルガンチノはロレンソと共に約八日前三箇より当地に着きたり。内藤殿其部下説教を聞かん為め丹波の国に於てロレンソを待ち居れるが故に、彼を迎えに来たる人と共に一昨日当地を出発せり｣と記している。また1574年（天正2年）3回目の訪問の様子をルイス・フロイスの未刊の書簡では、｢時にフロイスは、ロレンソとともに都から丹波の山道をたどった。約二里のところへ内藤ジョアンは家臣とともに出迎えた。城には豪華な祭壇が飾られていた。八日間に七十名の兵が、ついで十四名が受礼した｣と記している。八木城は丹波国におけるイエズス会布教活動の本拠地となりつつあった。
このころより内藤ジョアンこそ城主とすべき派と、内藤国貞の実子、千勝丸（後の内藤貞勝）の擁立を目指す一派とで内争となった。そのような中、内藤定房の兄弟は僧侶となっていたが、内藤氏の血縁でない松永長頼と事あるごとに反抗していたので、内藤ジョアンの母にとっては伯父たちから、内藤ジョアンを城主になることを諦め、また内藤ジョアンの母もキリシタンに改宗するよう迫ったようである。しかし、内藤ジョアンの母は気丈な方であったらしく、頑としてこれに応じなかったため、僧侶に殺害された。内藤ジョアンは父に次ぎ、母も亡くした。母が殺されたのは1573年（天正元年）の秋から暮れにかけてはでないかと推察されている。『日本史』によると、母が亡くなってからの内藤ジョアンは城主のことなど一向に気にかけなくなり、戦国の世を渡り歩き、ますます信仰の道に深く入っていた、と記載している。
その後、内藤ジョアンは小西行長の客将となり、文禄・慶長の役で出兵し活躍した。また徳川幕府よりキリシタン禁教令で、高山右近と共にマニラに亡命した。マニラでは「生き神」の如き歓待をうけ、地域の住民からも慕われたらしく、最後は妻マリア、妹ジュリアや子供達、地元の宣教師や修道士に見守れながら昇天したと語られている。73歳であった。

### 八木城の戦い

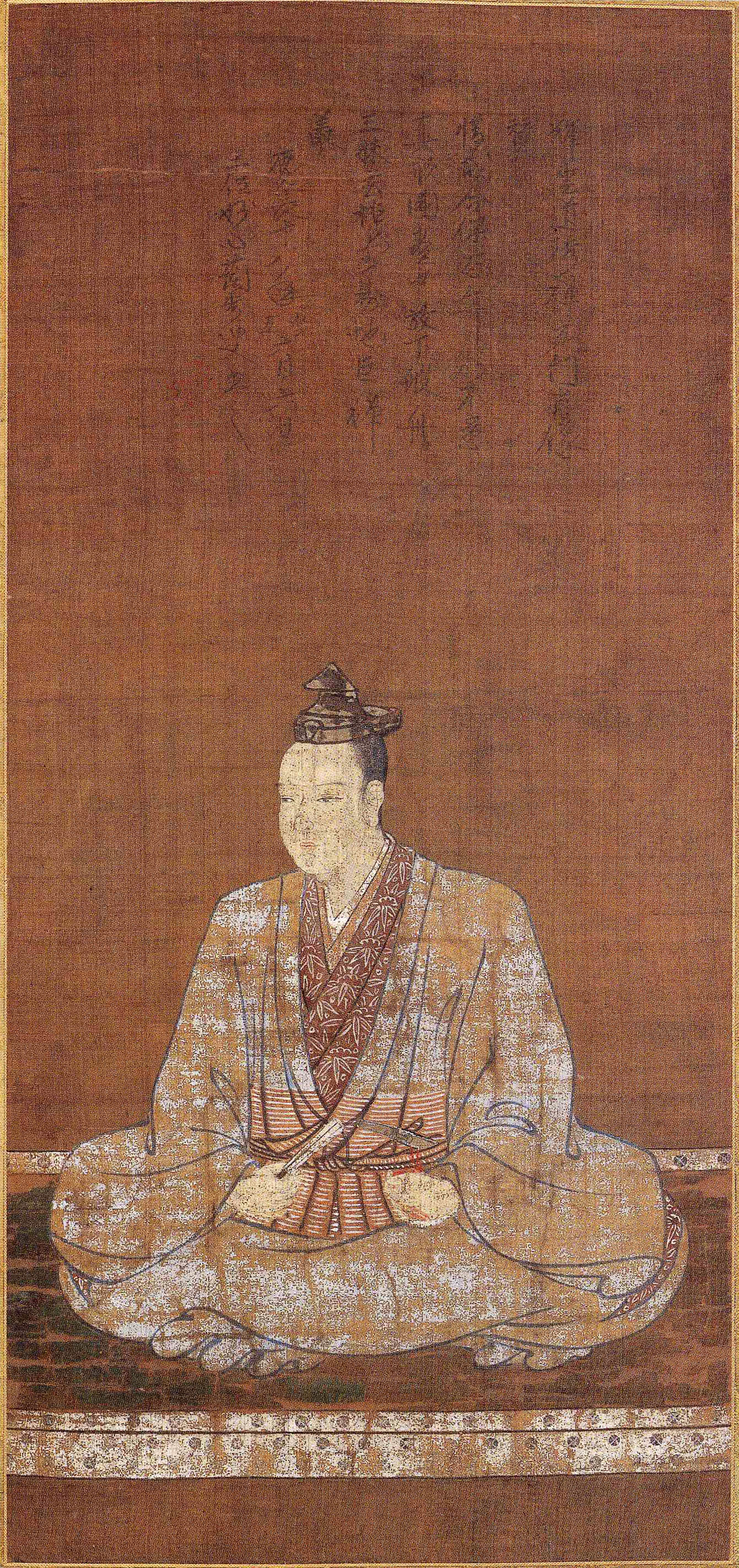
明智光秀画像

天正7年（1579年）織田信長軍は明智光秀を総大将に八上城や黒井城を中心に第二次丹波国征討戦に乗り出していた。そのような中、同年5月に綾部城、玉巻城が落城すると、丹羽長秀、羽柴秀長らは羽柴秀吉からの要請をうけ三木合戦の援軍として転戦して行った。同年6月、当時この地域に一定の勢力を保っていた八木城の城主内藤有勝に軍を向かわせ、八木城を攻城した。
八木城は自然の天険を利用した堅城であったため、容易に攻め落とすことができず、明智光秀は和議を申し込んだ。しかし、内藤有勝はこれを拒否し、防戦に挑んだ。
そこで、明智光秀は八木城の城兵に内通謀反を工作し、これに応じる者があり、城内の本丸、二の丸に火を放った。これを合図に明智光秀軍は攻め寄せ、ついに落城した。同年6月27日であった。この時に城主内藤有勝も戦死したものと思われている。
内藤氏の一門であった内藤正勝は、明智光秀軍を突破し八田城へ向かおうとしたが、逃走している最中に、自害する者も出て、内藤正勝は鴻ヶ獄城に入城したが、ここで没したと思われている。これにより室町時代から続いていた内藤氏は滅亡した。
この戦いの様子は『内藤盛衰記』を中心に記載されているが、内藤有勝、内藤正勝という人物がどのような人物であったのかよく解っていない。八木玄夫の研究によると『内藤盛衰記』に記載されている「有勝は架空人物。この人物に如安の実績を移し、如安の名は消し去ったのだ」としており、八木城落城の内藤有勝部分はノンフィクションの可能性も示唆している。また、同盟関係にあった織田信長と足利義昭が仲違いを生じると内藤ジョアンは「1574年（天正2年）の秋以降、和泉堺に移って以後、義昭のもとに走った」と、八木城の戦い時には八木城にいなかった可能性があるとされる。いずれにしても、この時内藤ジョアンがどこにいたのか、改ざんされたりして明確な史料は残っていない。

### 廃城
廃城の明確な時期は解っていない。福島克彦によると八木城は明智光秀による改修がなされている点を指摘している。また、国道478号のバイパス工事に伴う発掘調査が行われ、発掘調査地点は特に明智光秀により大幅に手を加えられた可能性が高く、また遺物からも明智光秀時代の様相が高いと指摘している。内藤氏は滅亡し、丹波国を平定した明智光秀は亀山城 (丹波国)を築城し、丹波国の中心も亀山城に移っていくが、八木城は廃城を免れたようで亀山城の支城として存続していた。

## 城郭

### 本丸
本丸は、馬屋敷曲輪の左手の一段高い台地が本丸跡である。大きさは南北に10m、東西に13mある。八木城は1645年（正保2年）に木所佐左衛門、赤井藤右衛門らが測量作成した『八木城古絵図』が残っている。この絵図には四方に牛蒡積みの石垣が描かれている。現在この石垣は約60cmの土をかぶり石垣は見えない。先の八木城の戦いで落城はしたが、炎上はしなかったようで、灰燼の跡は確認されていない。

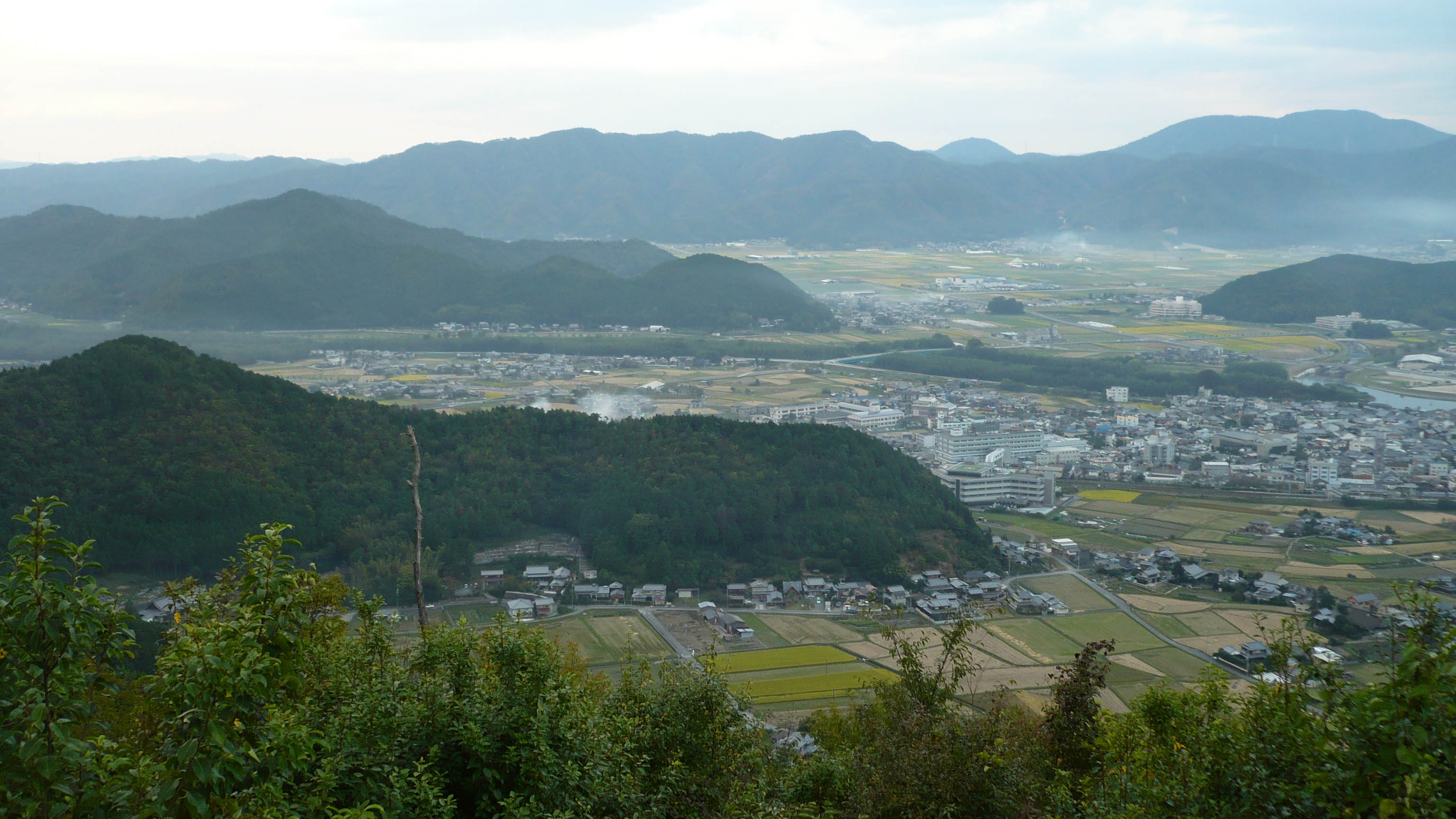
南丹市八木地区、桂川方向を撮影

### 金之間曲輪
本丸の西側に突出してあるのが金之間曲輪。名前の「金の間」から推察され、金蔵が想像されている。『八木城古絵図』よると特別の石組みがなされていた一郭があり、金蔵との関連性が指摘されている。ただ、この曲輪はそのような名称より、城郭的に貴重な天守台の祖形が指摘されている。これと似たような天守台が松永長頼方であった笑路城の発掘調査で確認されており、近世天守台の過渡期として『八木城古絵図』にも記載されている。

### 奥方屋敷曲輪
本丸の北東側に階段状の曲輪があり、その中で一番広い場所が『八木城古絵図』に記載されている奥方屋敷曲輪ではないかと思われている。名称から、領主の家族や家臣が山上生活を営んでいた場所ではないかと推察されている。

### 二の丸
本丸から西南側に一段低い場所が馬屋曲輪で、平坦地になっている。そこから更に左側に進むと、3m程度の高い崖に突き当たり、それを登るとなだらかな平坦地がありこれが二の丸である。かなりの広さがあり両側面は切り立っている。内藤五郎の居館があったのではないかと思われている。

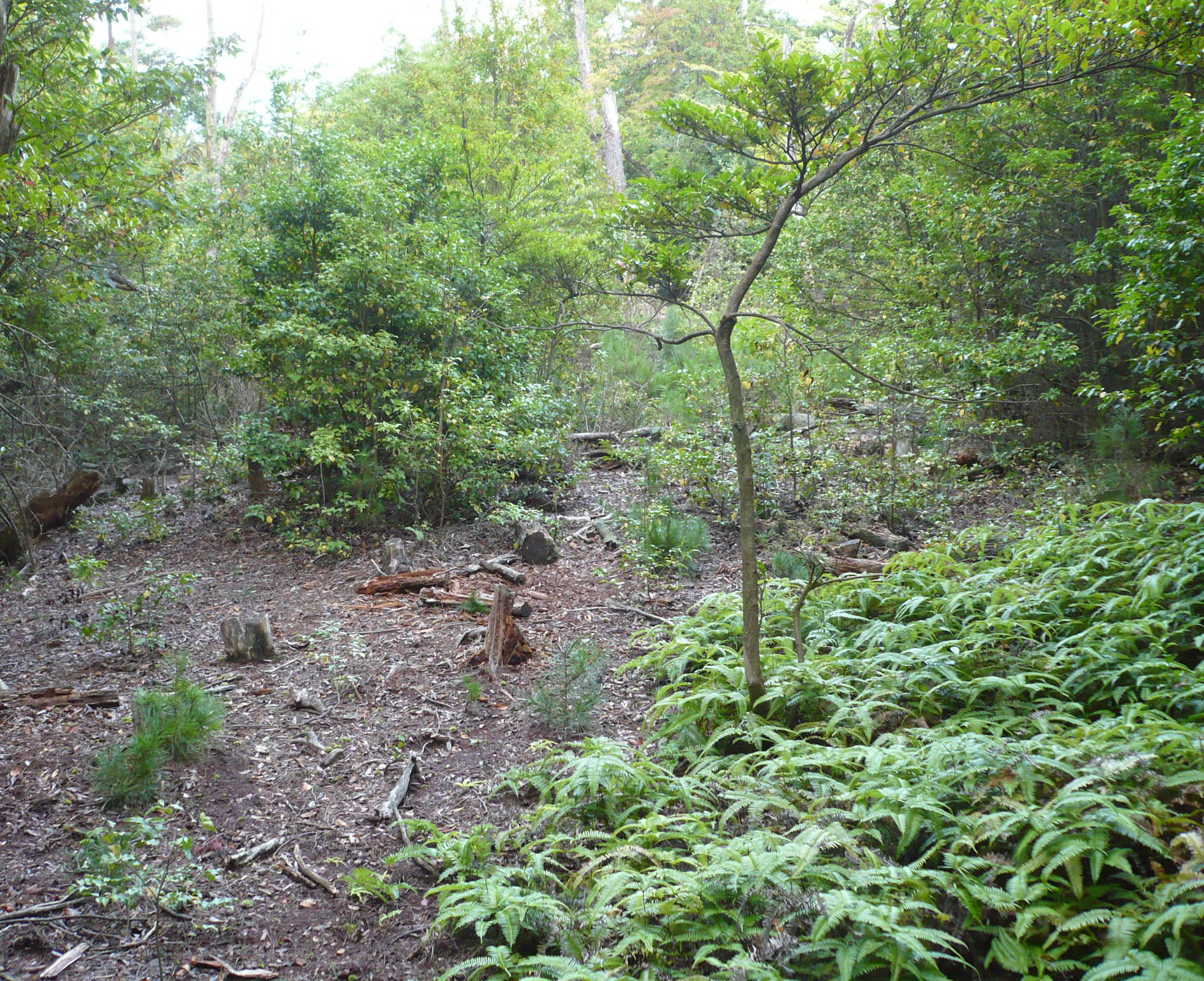
東の出曲輪

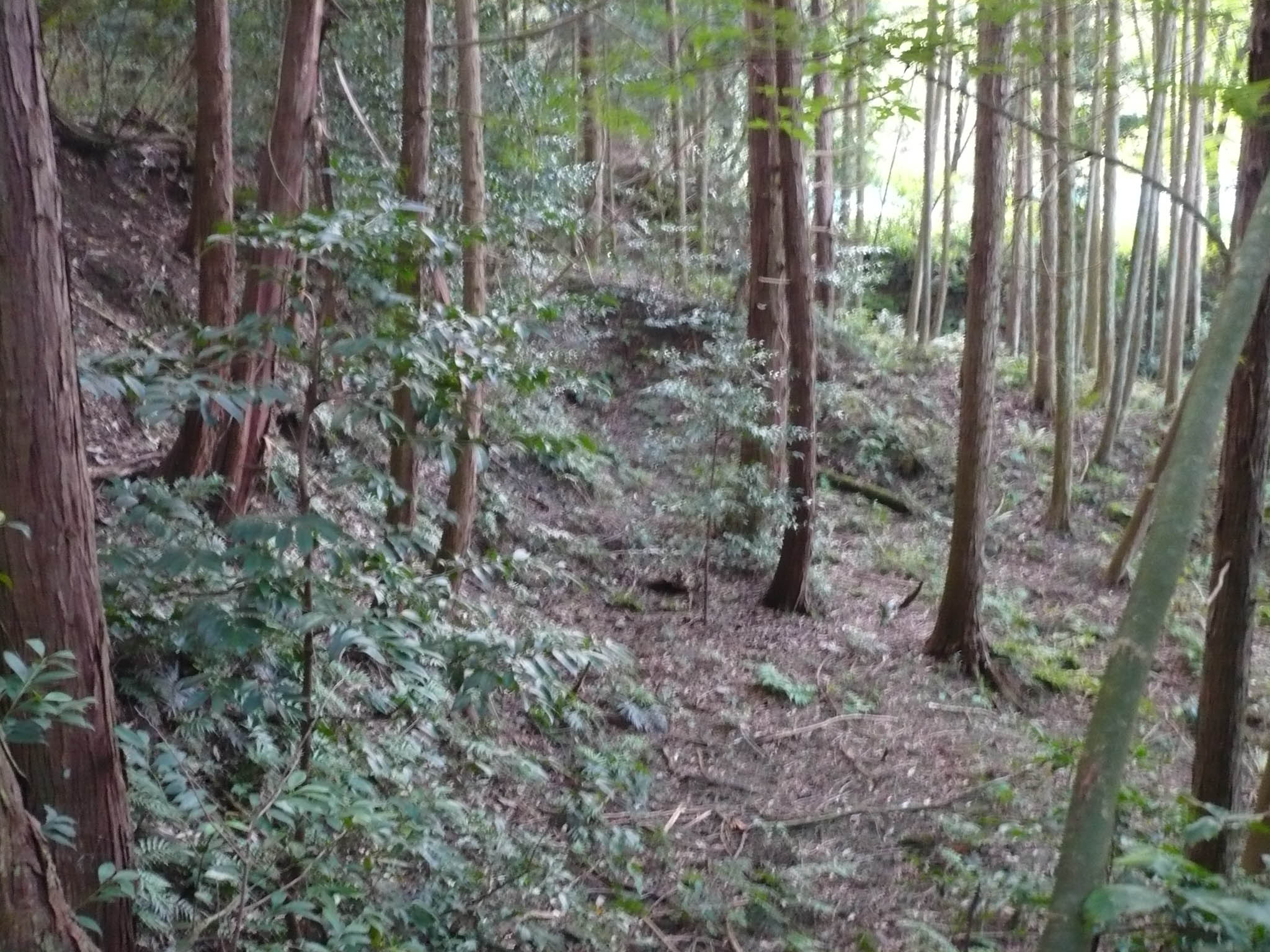
屋敷曲輪

### その他曲輪
それ以外にも曲輪がある。
八木玄蓄屋敷曲輪
二の丸を出て坂を下っていくと、小高い丘に突き当たるとそこが家老の八木玄蓄の屋敷跡と伝わっている。八木玄蓄は内藤のジョアンの義兄で、この曲輪は雑木が繁っており見通しも悪く、この台地が左手へ出張っているような形で、下にある谷は玄蓄谷と呼ばれている深い谷になっている。
三の丸
八木玄蓄屋敷曲輪から更に尾根伝いに進むと、前方に一段高い峯が立ちはだかりこれが「烏帽子岳」と呼ばれている。ここに前城主の家老が居を構え居た三の丸がある。ここには大正時代のマンガン鉱を採掘した大きな洞窟が2つある。
東の出丸（対面曲輪）
この東の出丸の側面に通っている道が表通であったため、この曲輪の周辺に大手門があったのではないかと思われている。東の出丸には奏者番の詰所があったと伝わっている。まず使者や来客はここで待たされ、その間奏者番が、対面曲輪に赴いて御側使用人に報告し指示を受けていたのではないかと思われている。今もこの道は「奏者峠」と呼ばれている。

それ以外にも、北の出丸、北の丸口、屋敷曲輪の曲輪や、岩屋口、辰の口、虎松口、杉谷口などの虎口がある。

## 発掘調査
八木城は国道478号のバイパス工事に伴う調査を含め、山麓の屋敷曲輪部分を中心とした発掘調査が何度か実施された。
| 回 数          | 調査開始日               | 主体調査機関                   | 調査内容                                 |
| -------------- | ------------------------ | ------------------------------ | ---------------------------------------- |
| 第一次発掘調査 | 平成3年（1991年）        | 京都府埋蔵文化調査研究センター | 試掘調査                                 |
| 第二次発掘調査 | 平成4年（1992年）5月18日 | 京都府埋蔵文化調査研究センター | 道路建設予定地全体調査                   |
| 第三次発掘調査 | 平成5年（1992年）4月7日  | 京都府埋蔵文化調査研究センター | 道路建設予定地全体調査                   |
| 第四次発掘調査 | 平成5年（1992年）6月22日 | 八木町教育委員会               | 遺跡の保全の基礎的資料獲得とほ場整備事業 |

この発掘調査から、遺構として石垣で護岸された屋敷跡や石組土坑、石組井戸、谷を埋めて作った段々状の平坦地、礎石の一部、遺物としては、土師皿、中国製磁器等か発掘された。またこの発掘調査で古墳時代後期の須恵器を焼いた窯跡を検出した。
全体的に地形に制約された蓮郭式の中世城郭であるが、橋頭堡的な曲輪IVから北の曲輪VIまで土塁が延長しており、既存の遺構を克服して城域を設定しようとしていた。明智期の使用部分がIからIVまで及んだことが想定できる。

## 城跡へのアクセス
- 電車でのアクセス 
  - JR西日本　嵯峨野線 八木駅 → 春日神社 徒歩約15分
- 車でのアクセス 
  - 京都縦貫自動車道 八木東IC → 国道9号 → 春日神社
  - 近隣に駐車場無し
- 徒歩でのアクセス
  - 春日神社 → 山頂本丸部分 徒歩約35分